# Бальдрам
Бальдрам (также Бальтрамн и Вальрам; лат. Baldramus; умер 12 апреля 906) — епископ Страсбурга (888—906).

## Биография
Бальдрам был родом из Баварии. Родившись в знатной семье, он получил хорошее для того времени образование. В числе прочего Бальдрам прекрасно освоил литературную латынь, и ещё в юности выказал талант к поэзии. Ещё до того как получить епископский сан, он был клириком (возможно, монахом в Санкт-Галленском аббатстве).
В 888 году Бальдрам с согласия правителя Восточно-Франкского королевства Арнульфа Каринтийского возглавил Страсбургскую епархию, став преемником скончавшегося 10 мая того же года епископа Регинхарда.
Первое упоминание о Бальдраме как епископе относится к июню 888 года, когда он присутствовал на состоявшемся в Майнце поместном синоде местной митрополии. На этом собрании, в котором участвовали суффраганы Майнцкой, Кёльнской и Трирской митрополий, были приняты постановления по укреплению церковной дисциплины. Здесь же новый епископ Страсбурга засвидетельствовал дарственную хартию своего митрополита Лиутберта аббатствам Херфорд и Корвей.
Бальдрам упоминается в современных ему документах среди наиболее приближённых к Арнульфу Каринтийскому персон. В 889 году епископ Страсбурга получил от этого монарха Эбермюнстерское аббатство, чтобы восстановить там дисциплину среди монахов. Однако настоятель обители Хартман, поставленный на эту должность ещё императором Карлом III Толстым, отказался подчиниться, не признав ни за монархом, ни за епископом права устанавливать нормы жизни монастырской братии. В ответ Бальдрам изгнал Хартмана из аббатства, назначив ему преемником монаха Хельмериха. Новый же настоятель сразу подчинился королевскому приказу, и 13 июня в присутствии Бальдрама и его митрополита Зундерольда получил в Форххайме документ, которым Арнульф Каринтийский передал Эбермюнстерское аббатство Страсбургской епархии. Этот же монарх 22 апреля 891 года в Регенсбурге дал Бальдраму дарственную хартию, передав в пользу кафедрального собора в Страсбурге земли в Аргау.
Епископ Бальдрам участвовал в церковном соборе прелатов Восточно-Франкского королевства, состоявшемся в Требуре в мае 895 года. На нём, среди прочего, были одобрены меры по укреплению дисциплины среди духовенства, а также строго осуждены захваты светскими персонами церковных владений и имущества.
От бывшей императрицы Рихарды Бальдрам получил право на окормление основанного ею аббатства в Андлау. После развода в 887 году с мужем Карлом III Толстым Рихарда удалилась в этот монастырь, и здесь скончалась в середине 890-х годов. С согласия епископа Страсбурга новой настоятельницей Андлауского аббатства стала племянница умершей императрицы Руотрада.
24 сентября 898 года вместе со многими другими восточно-франкскими духовными и светскими персонами Бальдрам участвовал в освящении церкви в аббатстве Святого Эммерама в Регенсбурге, построенной по повелению императора Арнульфа Каринтийского.
После смерти Арнульфа Каринтийского епископ Бальдрам в январе 900 года участвовал в государственной ассамблее Восточно-Франкского королевства в Форххайме, на которой преемником умершего монарха был избран его сын Людовик IV Дитя. В 904 году этот король посетил Страсбург, где был с почётом принят духовенством и мирянами города. Во время пребывания здесь 15 мая Людовик IV Дитя подтвердил все те многочисленные привилегии, которые Страсбургская епархия получила от императора Людовика I Благочестивого.
Бальдрам известен как автор нескольких литературных сочинений. Почти все они не сохранились, за исключением элегии, посвящённой епископом своему другу Соломону III Констанцскому. По мнению жившего в XVIII веке историка Ф.-А. Грандидье, Бальдрам был наиболее талантливым франкским поэтом своего времени.
Бальдрам умер 12 апреля 906 года. Об этом упоминается в хрониках Регино Прюмского и Саксонского анналиста. Живший во второй половине X века страсбургский епископ Эркенбальд в память о Бальдраме написал стихотворную эпитафию. Преемником Бальдрама в Страсбургской епархии стал епископ Отберт.